# Liste der Parlamentsabgeordneten von Malta (1953–1955)
Diese Liste gibt einen Überblick über die Mitglieder des Repräsentantenhauses von Malta in der Wahlperiode von 1953 bis 1955.
| Name                           | Fraktion | Wahlkreis | Bemerkungen                           |
| ------------------------------ | -------- | --------- | ------------------------------------- |
| Joseph Abela                   | MLP      | 4         |                                       |
| Kalcidon Agius                 | MLP      | 7         |                                       |
| Emanuele Agius                 | PN       | 7         |                                       |
| Emmanuel Attard Bezzina        | MLP      | 3         |                                       |
| Giuseppe Attard Montalto       | PN       | 7         |                                       |
| Agatha Barbara                 | MLP      | 2         |                                       |
| Francis Bezzina Wettinger      | MWP      | 7         |                                       |
| Pawlu Boffa                    | MWP      | 1         |                                       |
| Cikku Bonaci                   | MLP      | 5         |                                       |
| Gaetano Borg Olivier           | PN       | 5         |                                       |
| Giorgio Borg Olivier           | PN       | 1         |                                       |
| George Borg                    | MLP      | 3         |                                       |
| Anglu Camilleri                | MLP      | 8         |                                       |
| Giuseppe M. Camilleri          | PN       | 6         |                                       |
| Tom Caruana Demajo             | PN       | 6         |                                       |
| Carmelo Caruana                | PN       | 3         |                                       |
| Joseph F. Cassar Galea         | PN       | 2         |                                       |
| Ġużè Cassar                    | MLP      | 3         |                                       |
| Amabile Cauchi                 | PN       | 8         |                                       |
| John Cole                      | MWP      | 3         |                                       |
| Lorenzo Debrincat              | MLP      | 8         |                                       |
| Joseph Ellul Mercer            | MLP      | 5         |                                       |
| Joseph Farrugia                | PN       | 4         |                                       |
| Giovanni Felice                | PN       | 5         |                                       |
| Joseph Flores                  | MLP      | 6         |                                       |
| John (Jackie) Frendo Azzopardi | PN       | 5         |                                       |
| George Galea                   | PN       | 8         | verstorben; Nachrücker Micallef, John |
| Albert V. Hyzler               | MLP      | 6         |                                       |
| Nestu Laviera                  | MLP      | 2         |                                       |
| Duminku Mintoff                | MLP      | 1         |                                       |
| Paolo Pace                     | PN       | 1         |                                       |
| Antonio Paris                  | PN       | 2         |                                       |
| Daniel Piscopo                 | MLP      | 2         |                                       |
| Mike Pulis                     | MLP      | 7         |                                       |
| Anthony A. Pullicino           | PN       | 4         |                                       |
| Carmelo Refalo                 | PN       | 8         |                                       |
| Philip Saliba                  | PN       | 4         |                                       |
| Joseph Salinos                 | MLP      | 1         |                                       |
| Emanuel C. (Leli) Tabone       | MLP      | 6         |                                       |
| Kalcidon Zammit                | MLP      | 4         |                                       |

Quelle: Maltadata

## Einzelnachweis
1. ↑  Members of Parliament, 1921–2008. In: maltadata.com. Archiviert vom Original (nicht mehr online verfügbar) am 3. Januar 2014; abgerufen am 21. Juli 2019 (englisch).